# Harald Dánský
Harald Dánský (Harald Kristián Frederik; 8. října 1876, Gentofte – 30. března 1949, Kodaň) byl členem dánské královské rodiny, třetím synem krále Frederika VIII. a jeho manželky Luisy Švédské, a tedy bratrem dánského krále Kristiána X. a norského krále Haakona VII.
Po většinu života sloužil v královské dánské armádě a dosáhl hodnosti generálporučíka.

## Mládí a rodina

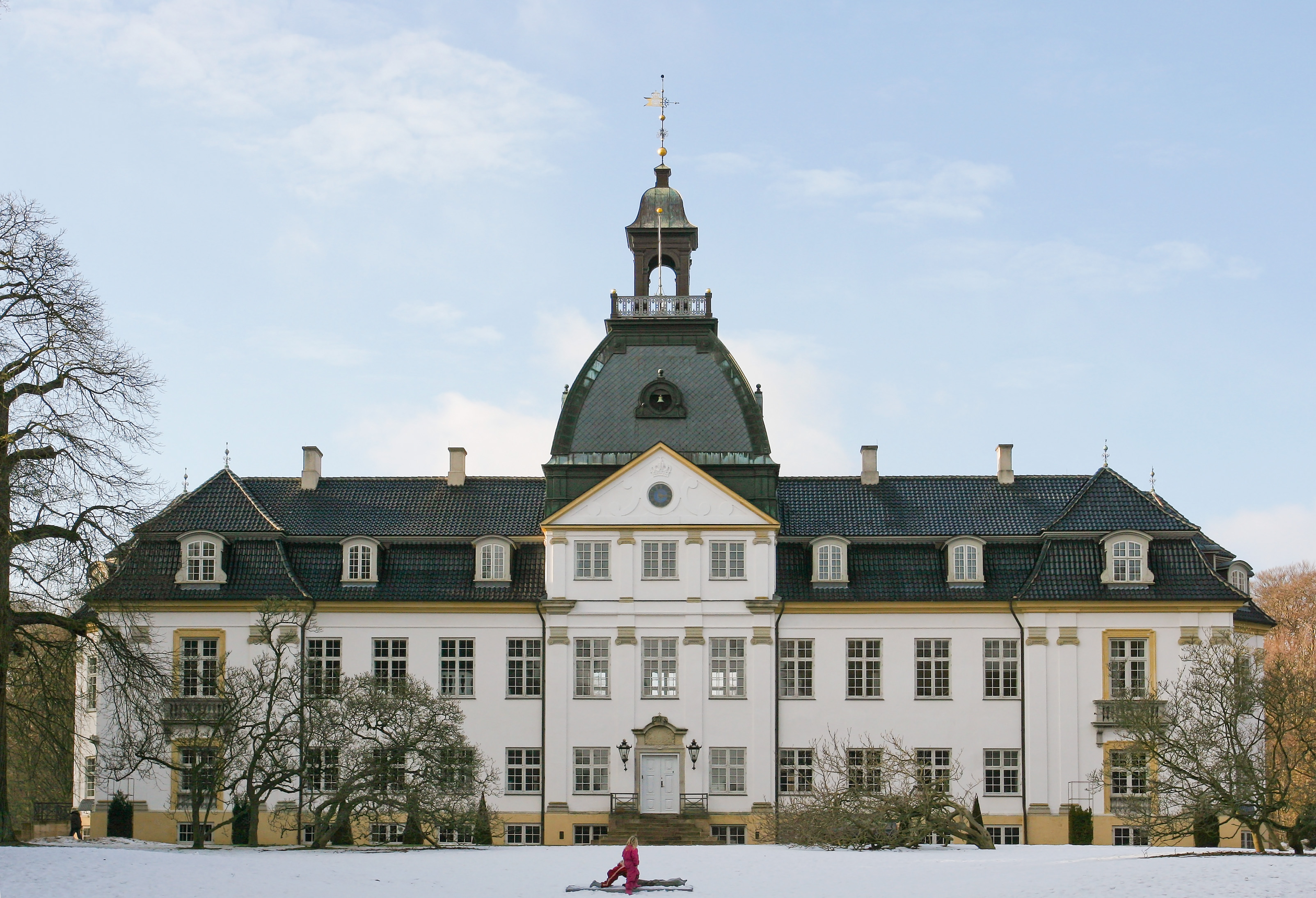
Rodiště prince Haralda, zámek Charlottenlund, fotografie z roku 2006

Princ Harald se narodil 8. října 1876 na zámku Charlottenlund severně od Kodaně jako třetí syn korunního prince Frederika Dánského (pozdějšího krále Frederika VIII.), syna krále Kristiána IX. a Luisy Hesensko-Kasselské. Jeho matkou byla korunní princezna Luisa, jediná dcera švédského krále Karla XV. a Luisy Oranžsko-Nasavské.
V sedmnácti letech vstoupil Harald do armády. Později sloužil v gardě husarského pluku.

## Manželství a potomci

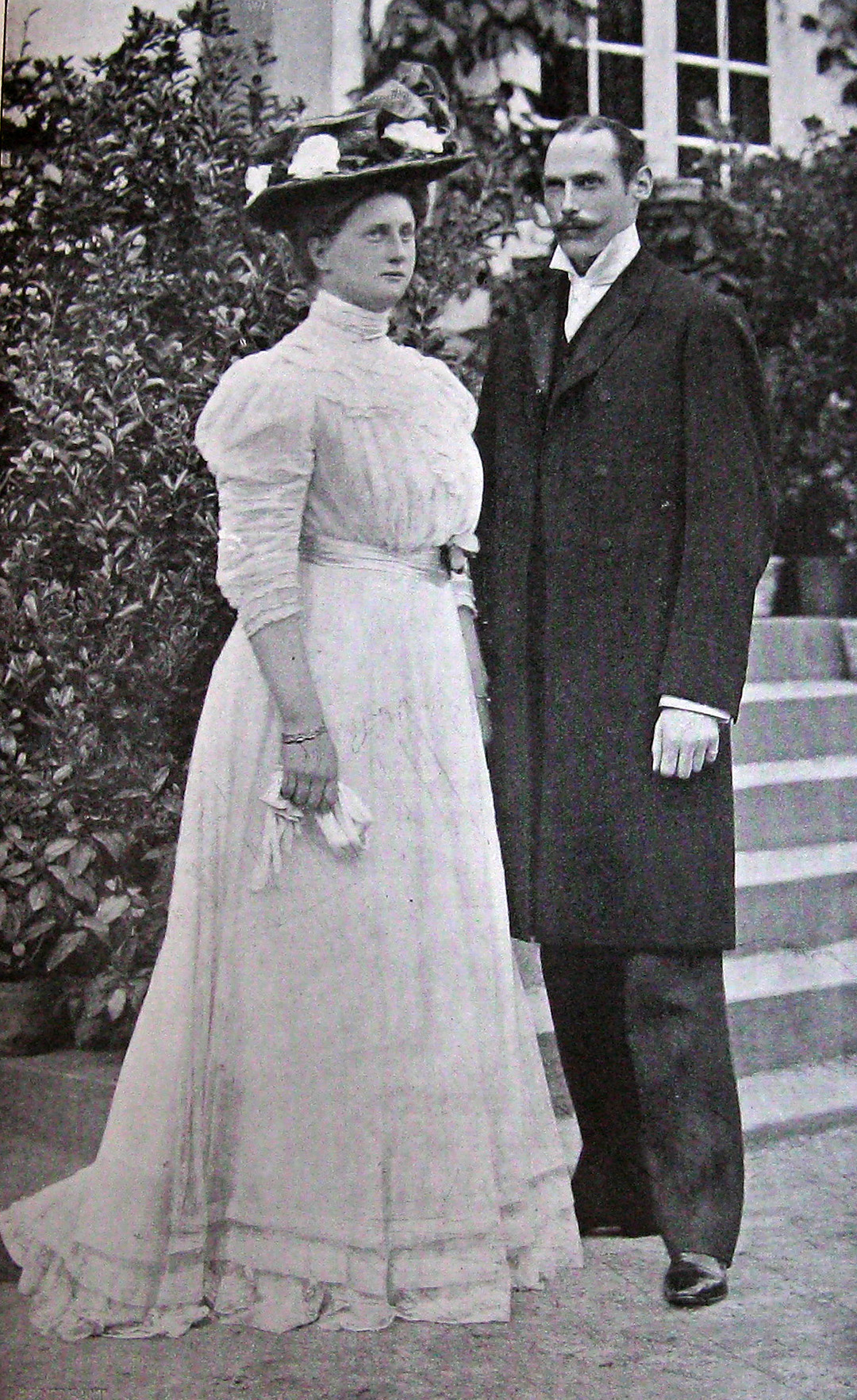
Princ Harald a princezna Helena, 1909

28. dubna 1909 se ve 33 letech na zámku Glücksburg ve Šlesvicko-Holštýnsku oženil s o dvanáct let mladší princeznou Helenou Adlétou, dcerou vévody Fridricha Ferdinanda Šlesvicko-Holštýnsko-Sonderbursko-Glücksburského a jeho manželky Karolíny Matyldy Šlesvicko-Holštýnsko-Sonderbursko-Augustenburské.
Po svatbě manželé žili v country house Jægersborghus severně od Kodaně, který Harald zakoupil v roce 1907. Zde se jim v letech 1910 až 1923 narodilo pět dětí:
- Feodora Dánská (3. července 1910 – 17. března 1975) ⚭ 1937 Christian ze Schaumburg-Lippe (20. února 1898 – 13. července 1974)
- Karolina Matylda Dánská (27. dubna 1912 – 12. prosince 1995) ⚭ 1933 Knut Dánský (27. července 1900 – 14. června 1976)
- Alexandrina Luisa Dánská (12. prosince 1914 – 26. dubna 1962) ⚭ 1937 Luitpold z Castellu (14. listopadu 1904 – 6/8. listopadu 1941)
- Gorm Dánský (24. února 1919 – 26. prosince 1991), neoženil se a neměl potomky
- Oluf z Rosenborgu (10. března 1923 – 19. prosince 1990)
⚭ 1948 Annie Helene Dorrit Puggaard-Müller (8. září 1926 – 14. května 2013), rozvod 1977
⚭ 1982 Lis Wulff-Juergensen (* 1935), rozvod 1983

## Pozdější život
Stejně jako u ostatních členů dánské královské rodiny jeho ekonomickou situaci ovlivnil krach dánské banky Landmandsbank v roce 1923. Do roku 1935 byla rodina schopna zůstat v domě Jægersborghus, poté se však přestěhovala do vily v severní části Kodaně.
V 50 letech princ opustil aktivní vojenskou službu s hodností generálmajora. V roce 1933 jej však jeho bratr král Kristián X. jmenoval generálporučíkem.
Za druhé světové války se stala jeho manželka Helena velmi neoblíbenou, protože sympatizovala s německou okupací Dánska a Nacisty. Z tohoto důvodu údajně nemluvila se svými syny.
Po válce nebyla princezna Helena postavena před soud, byla členkou královské rodiny, která si v této věci nepřála žádnou publicitu, ale byla 30. května 1945 vyhoštěna z Dánska a umístěna do domácího vězení na zámku Glücksburg v Německu. Návrat do Dánska jí byl umožněn v roce 1947, když Harald vážně onemocněl. U svého manžela zůstala až do jeho smrti o dva roky později.
Princ Harald zemřel 30. března 1949 v Kodani ve věku 72 let. Pohřben byl v katedrále v Roskilde. Jeho manželka Helena jej přežila o 13 let a zemřela 30. června 1962.

## Tituly, oslovení a vyznamenání

### Tituly a oslovení
- 4. března 1887 – 30. března 1949: Jeho královská Výsost princ Harald Dánský

### Vyznamenání

#### Národní
- Řád slona, 28. července 1894
- Čestný kříž řádu Dannebrog, 28. července 1894
- Velkokříž řádu Dannebrog, 8. října 1917
- Pamětní medaile zlaté svatby krále Kristiána IX. královny Luisy
- Medaile ke stému výročí krále Kristiána IX., 8. dubna 1918

#### Zahraniční
- Belgie: Řád Leopolda
- Francie: Řád čestné legie
- Německá císařská a královská rodina:
  - Řád černé orlice
  - Řád červené orlice
  - Meklenbursko: Řád vendické koruny
  - Oldenbursko: Domácí a záslužný řád vévody Petra Fridricha Ludvíka
- Řecká královská rodina: Řád Spasitele
- Norsko:
  - Řád svatého Olafa
  - Pamětní medaile korunovace krále Haakona VII. a královny Maud
- Švédsko:
  - Řád Serafínů, 27. srpna 1897
  - Řád Karla XIII., 1927
- Thajsko: Řád Chuly Chom Klaa
- Spojené království Velké Británie a Irska: Královský řád Viktoriin, 11. října 1901

## Vývod z předků
|               |                                                               |  |            |                                        |  |  |  |  |  |  |  | Fridrich Karel Ludvík Šlesvicko-Holštýnsko-Sonderbursko-Beckský |
|               |                                                               |  |            |                                        |  |  |  |  |  |  |  |                                                                 |
|               | Fridrich Vilém Šlesvicko-Holštýnsko-Sonderbursko-Glücksburský |  |            |                                        |  |  |  |  |  |  |  |                                                                 |
|               |                                                               |  |            |                                        |  |  |  |  |  |  |  |                                                                 |
|               |                                                               |  |            | Frederika Schliebenská                 |  |  |  |  |  |  |  |                                                                 |
|               |                                                               |  |            |                                        |  |  |  |  |  |  |  |                                                                 |
|               | Kristián IX.                                                  |  |            |                                        |  |  |  |  |  |  |  |                                                                 |
|               |                                                               |  |            |                                        |  |  |  |  |  |  |  |                                                                 |
|               |                                                               |  |            | Karel Hesensko-Kasselský               |  |  |  |  |  |  |  |                                                                 |
|               |                                                               |  |            |                                        |  |  |  |  |  |  |  |                                                                 |
|               | Luisa Karolina Hesensko-Kasselská                             |  |            |                                        |  |  |  |  |  |  |  |                                                                 |
|               |                                                               |  |            |                                        |  |  |  |  |  |  |  |                                                                 |
|               |                                                               |  |            | Luisa Dánská a Norská                  |  |  |  |  |  |  |  |                                                                 |
|               |                                                               |  |            |                                        |  |  |  |  |  |  |  |                                                                 |
|               | Frederik VIII.                                                |  |            |                                        |  |  |  |  |  |  |  |                                                                 |
|               |                                                               |  |            |                                        |  |  |  |  |  |  |  |                                                                 |
|               |                                                               |  |            | Fridrich Hesensko-Kasselský            |  |  |  |  |  |  |  |                                                                 |
|               |                                                               |  |            |                                        |  |  |  |  |  |  |  |                                                                 |
|               | Vilém Hesensko-Kasselský                                      |  |            |                                        |  |  |  |  |  |  |  |                                                                 |
|               |                                                               |  |            |                                        |  |  |  |  |  |  |  |                                                                 |
|               |                                                               |  |            | Karolina Nasavsko-Usingenská           |  |  |  |  |  |  |  |                                                                 |
|               |                                                               |  |            |                                        |  |  |  |  |  |  |  |                                                                 |
|               | Luisa Hesensko-Kasselská                                      |  |            |                                        |  |  |  |  |  |  |  |                                                                 |
|               |                                                               |  |            |                                        |  |  |  |  |  |  |  |                                                                 |
|               |                                                               |  |            | Frederik Dánský                        |  |  |  |  |  |  |  |                                                                 |
|               |                                                               |  |            |                                        |  |  |  |  |  |  |  |                                                                 |
|               | Luisa Šarlota Dánská                                          |  |            |                                        |  |  |  |  |  |  |  |                                                                 |
|               |                                                               |  |            |                                        |  |  |  |  |  |  |  |                                                                 |
|               |                                                               |  |            | Žofie Frederika Meklenbursko-Zvěřínská |  |  |  |  |  |  |  |                                                                 |
|               |                                                               |  |            |                                        |  |  |  |  |  |  |  |                                                                 |
| Harald Dánský |                                                               |  |            |                                        |  |  |  |  |  |  |  |                                                                 |
|               |                                                               |  |            |                                        |  |  |  |  |  |  |  |                                                                 |
|               |                                                               |  | Karel XIV. |                                        |  |  |  |  |  |  |  |                                                                 |
|               |                                                               |  |            |                                        |  |  |  |  |  |  |  |                                                                 |
|               | Oskar I.                                                      |  |            |                                        |  |  |  |  |  |  |  |                                                                 |
|               |                                                               |  |            |                                        |  |  |  |  |  |  |  |                                                                 |
|               |                                                               |  |            | Désirée Clary                          |  |  |  |  |  |  |  |                                                                 |
|               |                                                               |  |            |                                        |  |  |  |  |  |  |  |                                                                 |
|               | Karel XV.                                                     |  |            |                                        |  |  |  |  |  |  |  |                                                                 |
|               |                                                               |  |            |                                        |  |  |  |  |  |  |  |                                                                 |
|               |                                                               |  |            | Evžen de Beauharnais                   |  |  |  |  |  |  |  |                                                                 |
|               |                                                               |  |            |                                        |  |  |  |  |  |  |  |                                                                 |
|               | Joséphine de Beauharnais mladší                               |  |            |                                        |  |  |  |  |  |  |  |                                                                 |
|               |                                                               |  |            |                                        |  |  |  |  |  |  |  |                                                                 |
|               |                                                               |  |            | Augusta Bavorská                       |  |  |  |  |  |  |  |                                                                 |
|               |                                                               |  |            |                                        |  |  |  |  |  |  |  |                                                                 |
|               | Luisa Švédská                                                 |  |            |                                        |  |  |  |  |  |  |  |                                                                 |
|               |                                                               |  |            |                                        |  |  |  |  |  |  |  |                                                                 |
|               |                                                               |  |            | Vilém I. Nizozemský                    |  |  |  |  |  |  |  |                                                                 |
|               |                                                               |  |            |                                        |  |  |  |  |  |  |  |                                                                 |
|               | Frederik Nizozemský                                           |  |            |                                        |  |  |  |  |  |  |  |                                                                 |
|               |                                                               |  |            |                                        |  |  |  |  |  |  |  |                                                                 |
|               |                                                               |  |            | Vilemína Pruská                        |  |  |  |  |  |  |  |                                                                 |
|               |                                                               |  |            |                                        |  |  |  |  |  |  |  |                                                                 |
|               | Luisa Oranžsko-Nasavská                                       |  |            |                                        |  |  |  |  |  |  |  |                                                                 |
|               |                                                               |  |            |                                        |  |  |  |  |  |  |  |                                                                 |
|               |                                                               |  |            | Fridrich Vilém III.                    |  |  |  |  |  |  |  |                                                                 |
|               |                                                               |  |            |                                        |  |  |  |  |  |  |  |                                                                 |
|               | Luisa Pruská                                                  |  |            |                                        |  |  |  |  |  |  |  |                                                                 |
|               |                                                               |  |            |                                        |  |  |  |  |  |  |  |                                                                 |
|               |                                                               |  |            | Luisa Meklenbursko-Střelická           |  |  |  |  |  |  |  |                                                                 |
|               |                                                               |  |            |                                        |  |  |  |  |  |  |  |                                                                 |